# Fine Fine Day
Singles de Nanase Aikawa
Tattoo
(2006) Sakura Maioriru Koro, Namidairo
(2014)
Fine Fine Day est le 29e single de Nanase Aikawa et son 1er sous le nom Rockstar Steady, sorti sous le label Avex Trax le 8 décembre 2010 au Japon. Il atteint la 187e place du classement de l'Oricon et reste classé pendant une semaine. Les 3 pistes se trouvent sur l'album Gossip.

## Liste des titres
| 1. | Fine Fine Day   |  |
| 2. | Black Butterfly |  |
| 3. | Girl Friend     |  |

| 1. | Fine Fine Day (PV) |  |
| 2. | Off Shot           |  |